# Sulkaluoma
Sulkaluoma är en sjö i Finland. Den ligger i Letala stad i landskapet Egentliga Finland, i den sydvästra delen av landet, 200 km väster om huvudstaden Helsingfors. Sulkaluoma ligger 23 meter över havet. Den ligger vid sjön Otajärvi. I omgivningarna runt Sulkaluoma växer i huvudsak barrskog. Arean är 19,9 hektar och strandlinjen är 3,31 kilometer lång. Sjön  ingår i Bottenhavets kustområde. 